# Martin Heidegger et la phénoménologie

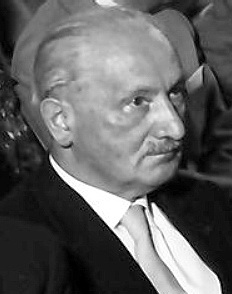
Heidegger en 1960.

L'entrée en phénoménologie prend corps pour Martin Heidegger à partir de sa nomination comme assistant de Husserl. De 1919 à 1928, trois cours au moins, délivrés par le Privatdozent  Heidegger, sont consacrés à l'« Introduction aux problèmes fondamentaux de la phénoménologie ». C'est autour de l'interprétation du phénomène de la vie que vont commencer ses premières recherches.
Alors que selon Ina Schmidt« les premiers essais de Heidegger, de 1912 à 1915, le portaient à soutenir la nécessité d'une philosophie logique, qui défende les critères théoriques d'une pensée scientifico-théorique » dans la lignée des Recherches logiques  de Husserl et de l'enseignement de son professeur néo-kantien Heinrich Rickert, se met progressivement en place, au contact de la « Lebensphilosophie, dont Dilthey est aux yeux de Heidegger le seul représentant digne d'intérêt », « une phénoménologie herméneutique proprement heideggerienne ».
Jean Grondin parle à ce propos d'une trinité de « termes, ontologie, phénoménologie, herméneutique qui entretiennent une certaine concurrence dans la trame de l'œuvre […] l'intention de Heidegger est d'établir leur solidarité essentielle, chacun des termes étant impensable sans les deux autres ».
Malgré des divergences survenues rapidement Heidegger a rendu à plusieurs reprises un hommage appuyé à Husserl, sur essentiellement deux avancées puisées dans les Recherches logiques, le concept d'Intentionnalité qui est l'être des vécus, et surtout celui d' « Intuition catégoriale ». C'est de Husserl que Heidegger reçoit avec celui d' « Intentionnalité », le concept d' « Intuition catégoriale », qui en acceptant au titre de donation originaire, les rapports entre étants, telles que les formes collectives (une forêt, un défilé) et les formes disjonctives (A plus clair que B), élargit considérablement le domaine de la réalité. Avec l'« Idéation » (l'espèce et le genre), l' « Intuition catégoriale » constitue de nouvelles « objectités », sans lequel, nous dit Jean Greisch, « il n'eut pas pu déployer sur de nouvelles bases, la question de l'être ».

## Vue d'ensemble de la phénoménologie

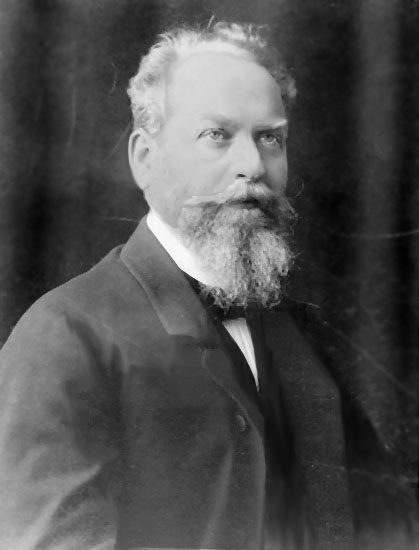
Edmund Husserl en 1900.

### Le sens
À noter que le concept de phénoménologie n’a cessé d’évoluer. Si Hegel utilise le terme dans son ouvrage la Phénoménologie de l'esprit dans le sens d'une méthode il finit avec Husserl à devenir la philosophie elle-même, ayant pour ambition de « revenir aux choses elles-mêmes ». « Husserl dans la mesure où ce dernier oppose science du fait et science de l’essence, détermine la phénoménologie comme une manière de dégager l’essence des faits par variation eidétique, essence qui est supra-temporelle » écrit Etienne Pinat. Comprise jusqu'à lui comme science de l’apparence, la phénoménologie devient, chez Heidegger, la science de ce qui n’apparaît pas à première vue ou comme l'écrit Françoise Dastur citant Heidegger « Phénoménologie de l'inapparent ».
Le phénoménologue s'intéresse à la « constitution » du sens de ce qui se présente à la conscience, cela requiert une attitude qui ne se satisfait jamais de solutions définitives. Ainsi Jean-François Courtine précise que « la phénoménologie ne caractérise pas le Was  (ce que c'est), mais le Wie  des objets, le comment de la recherche, la modalité de leur « être-donné », la manière dont ils viennent à la rencontre ». De telles recherches exige de chacun qu'il refasse pour son compte l'expérience phénoménologique de celui qui l'a précédemment faite. La phénoménologie qui se constitue en opposition au « néokantisme », « consiste à décrire les phénomènes sans parti pris, en renonçant de façon méthodique à leur origine physiologico-psychologique ou à leur réduction à des principes préconçus », résume Hans-Georg Gadamer.
Comme celle d'Husserl, la « phénoménologie » de Heidegger vise à se débarrasser de toute théorie préalable, de toute préconception et se soucie de « faire droit à la chose même » en s'en tenant scrupuleusement à la façon dont elle se donne selon le principe « Zu den Sachen selbst  ».
Néanmoins, pour Heidegger, ce que la phénoménologie doit finalement montrer ce n'est justement pas l'étant mais bien son « être » remarque Christian Dubois,« or celui-ci, de prime abord, ne se montre pas, (comme dans les figures subtiles de la peinture dévote de Fra Angelico), même s'il est toujours pré-compris d'une certaine manière ».

### L'objet
La « phénoménologie » n'a aucun contenu doctrinal à proposer, pour François Doyon« une science qui n’en finit pas de naître et de renaître sous différentes formes »,il s'agit d'après nos deux philosophes, d'accord sur ce point, de quelque chose qui n'est même pas une méthode au sens scientifique mais uniquement d'un « « cheminement » », un mode d'accès à la « chose », que Heidegger va être amené à justifier dans un long paragraphe (§7) de Être et Temps en prenant appui sur le sens grec initial de ce mot, une fois celui-ci décomposé en ses deux éléments originaires, à savoir, « phénomène » et « logos » (§ 7 Être et Temps).
En reprenant le terme de « phénoménologie », Heidegger pourrait paraître d'emblée s'inscrire dans le prolongement de la pensée de son maître Husserl, sauf qu'il en élimine une partie essentielle, en rejetant tout ce qui a succédé, à ce qu'il a qualifié de « tournant non phénoménologique » de Husserl, c'est-à-dire, son penchant pour une méthodologie scientifique, qu'il discerne à partir des   Ideen . Ainsi Heidegger ambitionne, à l'encontre des évolutions contestées de son prédécesseur, de ressaisir la « phénoménologie » en sa pure possibilité, d'avant ce tournant. Comme l'écrit Jean-François Courtine, Heidegger, loin de vouloir dépasser, créer une nouvelle tendance, l'ontologie phénoménologique mise en œuvre dans Sein und Zeit , « se propose de penser plus originellement ce qu'est la phénoménologie, c'est-à-dire de prendre l'entière mesure de son importance ou de sa signification, fallût-il pour cela aller jusqu'à renoncer au titre de phénoménologie ».
Cependant, les deux penseurs, conviennent que le « phénomène » possède un sens phénoménologique différent de son sens dit « vulgaire », « n'étant pas immédiatement donné, ne se montre de lui-même que dans une thématisation expresse qui est l'œuvre de la phénoménologie elle-même » écrit Françoise Dastur.
Ce dont Heidegger prend conscience c'est que le « phénomène » a besoin pour se montrer du « Logos » (voir Logos (philosophie)), qu'il comprend moins comme un discours sur la chose, que d'un « faire voir ». Ce qui permet à Heidegger d'en déduire que l'ajointement des deux mots, phénomène et logos, dans celui de « phénoménologie » doit signifier « ce qui se montre à partir de lui-même » ».
Enfin Heidegger a retenu de Husserl, que l'important dans tout questionnement, à propos d'un phénomène, ce n'est justement pas les « choses », « mais bien ce qui à chaque fois est en cause », autrement dit l'« implicite » qui nous gouverne dans notre question.
Pour résumer, l'essentiel de ce qui différencie Heidegger de son maître Husserl, note Paul Ricœur c'est que Heidegger s'intéresse non à la relation de l'homme au monde mais à la « pré-ouverture », il dira aussi la « dimension » qui rend possible la rencontre de ce qu'il appelle « l'étant sous la main » ; en résumé au poids ontologique du « auprès de.. » de « l'être-au-monde », préoccupé.

### La méthode
Si l'on suit Levinas, il n'y aurait pas de méthode proprement phénoménologique, mais seulement des gestes qui révèlent un air de famille de méthodes d'approche entre tous les phénoménologues ; c'est autour du « phénomène de la vie », que Heidegger va construire sa propre approche de la phénoménologie. Levinas recense ainsi, quelques caractéristiques de la geste phénoménologique - qui ne pouvaient que conforter l'entreprise heideggerienne de retour au fondement du vécu - :
1. la place primordiale accordée à la sensibilité et à l'intuition,
2. la disparition du concept[22], de l'objet théorique, de l'évidence, du phénomène idéalement parfait, au profit d'une attention portée à l'imperfection du vécu, de l'excédent et du surplus que le théorique laisse échapper, qui vont devenir constitutifs de la vérité du phénomène (ainsi du souvenir, toujours modifié par le présent où il revient, donc absence de souvenir absolu auquel se référer, la préférence accordée avec Kierkegaard, au dieu qui se cache, qui est le vrai dieu de la révélation). Ce qui semblait jusqu'ici un échec, une imperfection de la chose (la brumosité du souvenir), par un retournement radical du regard, devient un mode de son achèvement, sa vérité intrinsèque.
3. la réduction phénoménologique qui autorise la suspension de l'approche naturelle et la lutte contre l'abstraction[N 6].

Dans ses Problèmes fondamentaux de la phénoménologie, Heidegger, complète cette approche en distinguant trois éléments constitutifs de la « méthode » phénoménologique : la réduction, la construction et la « destruction », ce dernier élément constituant à la fois le socle et l’apogée de sa méthode phénoménologique selon François Doyon.

#### La réduction phénoménologique
La « réduction phénoménologique » ou Épochè en grec (ἐποχή / epokhế) consiste pour Husserl, à suspendre radicalement l'approche naturelle du monde, posé comme objet à laquelle s'ajoute une lutte menée sans concession contre toutes les abstractions que la perception naturelle de l'objet présuppose. La découverte de la réduction phénoménologique a donc le sens d'un dépassement du cartésianisme qui se limite à combattre le doute et requiert la garantie divine note Françoise Dastur.
Mais si pour Husserl, l'« époché », ἐποχή, ou mise entre parenthèses du monde objectif constituait l'essentiel de la réduction phénoménologique, il n'en allait pas de même pour Heidegger pour qui le « Monde » n'ayant, par construction, aucun caractère objectif, ce type de réduction s'avérait inutile,.
De plus pour Heidegger, la phénoménologie ne vaut en tant qu'instrument que tout autant que ses propres présupposés sont pris en compte dans la description elle-même. Par rapport à son maître Husserl, on note un certain nombre d'évolutions décisives telles que la recherche du domaine dit « originaire », sis dans l'expérience concrète de la vie, par un processus de « destruction » et d'explicitation, qui vont permettre à une herméneutique de la facticité de se développer.
Par contre, on peut considérer, selon  Alexander Schnell qu'on a avec la définition heideggerienne de la phénoménologie, comme reconduction du regard de l'étant à la compréhension de son être, quelque chose qui est en soi un acte de « réduction phénoménologique ». Avec Heidegger, l' « enquête phénoménologique » ne doit pas tant porter sur les vécus de conscience, comme le croyait Husserl que sur l'être pour qui on peut parler de tels vécus, et qui est par là capable de phénoménalisation, à savoir le Dasein, c'est-à-dire, l'existant. Christoph Jamme écrit « la phénoménologie doit être élaborée comme une auto-interprétation de la vie factive […]. Heidegger définit ici la phénoménologie comme science originaire de la vie en soi ».
En fait, la « réduction phénoménologique » va jouer, dans Être et Temps, un rôle essentiel dans l’analytique du  Dasein, notamment dans l'analyse de la quotidienneté et la mise à jour des structures existentiales du Dasein, en exigeant un regard résolument plus « authentique ». La réduction dans Être et Temps, conclut François Doyon, « apparaît comme un parcours de détachement progressif à l’aveuglement de la quotidienneté du monde ambiant afin de s’exposer résolument à la finitude radicale de son être ».

#### La construction phénoménologique
C'est à l'opération d'induction de l' « être », qui n'apparaît jamais spontanément, à partir de l'étant que Heidegger a donné le nom de « construction phénoménologique », c'est une tâche, un projet, qu'il revient au Dasein de réaliser sachant « qu'il n'y a d'être que s'il y a compréhension de l'être, c'est-à-dire si le Dasein existe ». On peut dire avec François Doyon, c’est le Dasein lui-même qui se construit par la construction de l’ouverture à son être.

#### La destruction phénoménologique
La « construction réductrice de l’être », en tant qu’interprétation conceptuelle de l’être et de ses structures, implique donc nécessairement une « destruction phénoménologique », c’est-à-dire une « dé-construction » ou démontage critique préalable des concepts légués par la tradition philosophique. Sophie-Jan Arrien note que Heidegger délaisse très rapidement la réduction phénoménologique husserlienne pour lui préférer une méthodologie de la « déconstruction» « qui loin d'être une mise entre parenthèses du caractère facticiel des phénomènes en jeu (le soi, l'histoire, la foi), consiste plutôt à partir d'une explicitation critique de ces concepts, en une traversée de la vie telle qu'elle se phénoménalise et se donne facticiellement »
La « destruction phénoménologique » se donne pour tâche de démanteler les constructions théoriques, philosophiques ou théologiques qui recouvrent notre expérience de la « vie facticielle » et que nous devons faire apparaître. La tâche essentielle consistera à se rapprocher, par exemple, de l’Aristote originel, en se détournant de la scolastique médiévale qui le recouvre. De même la destruction des présupposés de la science esthétique va « permettre d'accéder à l'œuvre d'art pour la considérer en elle-même », est solidaire de la destruction de l'histoire de l'ontologie. C'est surtout dans son travail sur Aristote que Heidegger a pu préciser sa propre conception de la phénoménologie. Philippe Arjakovsky, parle de « travail d'anabase que Heidegger a effectué pour dégager les soubassements tant ontologiques qu'existentiels de la Logique aristotélicienne[…] » ainsi est apparu en pleine lumière, le concept originaire de « phénomène » tel qu'il était compris par les grecs, c'est-à-dire « ce qui se montre de soi-même ».
Mais comme pour Heidegger les « choses mêmes » ne se donne justement pas dans une intuition immédiate, il se sépare à cette occasion définitivement de Husserl, pour s'engager résolument dans le « cercle herméneutique ».
Autre exercice de déconstruction, le démantèlement de la tradition théologique avec laquelle il tentera, en s'inspirant de Luther et de Paul, de retrouver la vérité première du message évangélique, qu'il considère obscurcie et voilée dans la « Scolastique » inspirée d'Aristote.

## Les grandes avancées husserliennes
Il s'agit des avancées dont Heidegger a reconnu l'importance et s'est directement inspiré.

### Le concept d'Intentionnalité

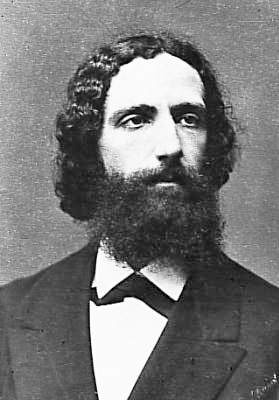
Franz Brentano

« La phénoménologie c'est l'Intentionnalité » affirme ni plus ni moins, Levinas. Heidegger donnerait son accord à cette parole, encore faut-il préciser les contours qu'il donne au concept d'« Intentionnalité », concept qu'il puise principalement dans les cinquième et sixième « Recherches logiques » de Edmund Husserl, que lui-même avait hérité de Brentano note Jean Greisch.

#### Traits généraux du concept d'intentionnalité
1. -L'« Intentionnalité » qui est depuis Franz Brentano, un  « se diriger sur », n'est plus une mise en rapport externe, mais une « structure interne à la conscience » écrit Jean Greisch[41]. Avec Husserl cette conscience ne va plus être considérée comme un simple contenant, réceptacle des images et des choses, ce qu'elle était depuis Descartes ; l'acte de conscience devient une  intentionnalité visant un objet nécessairement transcendant précise Françoise Dastur[42],[N 10].
2. -Le même raisonnement est à appliquer aux actes de représentation quels qu'ils soient, chacun tire son sens de la spécificité de l'acte intentionnel. « Tout savoir d'objet est toujours simultanément un savoir que le Moi a de lui-même, et ceci n'est point simplement un fait psychique, c'est bien plus une structure d'essence de la conscience » comprend Eugen Fink[43].
3. -Le fait que l'« Intentionnalité » soit un « a priori » appartenant à « la structure du vécu et non une relation construite après coup » entraîne un sens spécifiquement phénoménologique à la notion d'acte et notamment pour ce qui concerne l'acte de représentation qui peut emprunter selon Heidegger deux directions différentes, la voie naïve qui nous dit par exemple que ce fauteuil est confortable et lourd ou l'autre qui va s'inquiéter de son poids et de ses dimensions[41].

#### Structure du concept
C'est à Husserl que l'on doit la découverte que la connaissance implique au moins deux moments intentionnels successifs (que Heidegger portera à trois), un premier acte correspondant à une visée de sens qui se trouve ultérieurement comblé par un acte intentionnel de remplissement. Heidegger saura s'en souvenir dans sa théorie du Vollzugsinn ou sens de « l'effectuation » qui domine sa compréhension de la vie facticielle et qui fait suite à deux autres moments intentionnels, le Gehaltsinn (teneur de sens), et le Bezugsinn (sens référentiel). C'est la structure intentionnelle de la vie facticielle qui nous livre ce ternaire. Pour une analyse approfondie de ces concepts voir Jean Greisch

#### Élargissement heideggérien
Emmanuel Levinas se penche sur l'évolution du concept d'intentionnalité entre les deux auteurs. En tant que compréhension d'être, c'est toute l'existence du  Dasein qui se trouve concernée par l'intentionnalité. Il en est ainsi du sentiment qui lui aussi vise quelque chose, ce quelque chose qui n'est accessible que par lui. « L'intentionnalité du sentiment n'est qu'un noyau de chaleur auquel s'ajoute une intention sur un objet senti ; cette chaleur effective qui est ouverte sur quelque chose à laquelle on accède en vertu d'une nécessité essentielle que par cette chaleur effective, comme on accède par la vision seule à la couleur ». Jean Greisch a cette formule étonnante « le vrai visage -vu de l'intérieur-de l'intentionnalité n'est pas le « se-diriger-vers » mais le devancement de soi du souci ».

### L'intuition catégoriale
Dans la VIe de ses « Recherches logiques », Husserl, grâce au concept d' « intuition catégoriale », « parvient à penser le catégorial comme donné, s'opposant ainsi à Kant et aux néo-kantiens qui considéraient les catégories comme des fonctions de l'entendement ».
Il faut comprendre cette expression d'« intuition catégoriale » comme « la simple saisie de ce qui est là en chair et en os tel que cela se montre » nous dit Jean Greisch. Appliquée jusqu'au bout cette définition autorise le dépassement de la simple intuition sensible soit par les actes de synthèse, soit par des actes d'idéation.
Un exemple de l'extraordinaire fécondité de cette découverte nous est donnée dans les avancées qu'elle a permises pour délivrer Heidegger du carcan du sens attributif de la copule. Dans la proposition « le tableau est mal placé », « l'entrelaçement du nom et du verbe fait que la proposition ajoute aux termes isolés, une composition qui relie et sépare donnant à voir un rapport irréductible à une relation formelle, rapport sur lequel elle se fonde plutôt qu'elle ne la fonde »,.

## De la phénoménologie à l'herméneutique
Jean Grondin se référant à l'analyse de Jean Greisch parle à propos de l'évolution du penseur d'un « rebondissement sur l'existence ». Délaissant l'ontologie spéculative et la phénoménologie descriptive Heidegger s'est donné la peine dans  Être et Temps (SZ p. 38), « de préciser […], que l'ontologie et la phénoménologie devaient bel et bien partir de l'herméneutique du Dasein ». S'il a été beaucoup dit que la phénoménologie de Heidegger était une herméneutique Jean Grondin souligne que l'herméneutique est elle-même une phénoménologie au sens où « il s'agit de reconquérir le phénomène du Dasein contre sa propre dissimulation ».
Ce rebondissement sur l'existence, Jean Greisch en attribue l'origine à l'ascendant qu'exerce Wilhelm Dilthey avec son affirmation  « Das leben legt sich selber aus, la vie s'interprète elle-même » à laquelle Heidegger s'est efforcé de donner un contenu phénoménologique. D'où la mise en œuvre d'un grand chantier de recherche sur « l'herméneutique de la facticité » avec plusieurs cours qui couvrent les années 1919 à 1923 et qui trouveront selon Jean Greisch « leur expression canonique dans la publication de Être et Temps en 1927 ».

### La question préalable du comprendre
La réponse à la question du « sens de l'être » (der Sinn von Sein ) implique que le Dasein, que nous sommes, puisse le comprendre (SZ p. 200). Pour Heidegger, en rupture avec la tradition, il n'y a de véritable « entente » que là où le Dasein établit avec la chose visée  « un rapport où son être est proprement engagé » Être et Temps (SZ p. 172), et non dans la seule intelligibilité. Le « comprendre » ou « entente » n'est donc pas l'acte d'une intelligence, il n'est pas prise de conscience de soi d'un sujet séparé de l'objet, il est prise en charge de ses possibilités d'existence dans une situation donnée, à l'exacte mesure de son « pouvoir-être »,.
L'entente intervient dans la constitution même du Dasein, elle n'est pas quelque chose qui tantôt nous échoirait, tantôt nous serait refusée, elle est une détermination constitutive de notre être,. « En tant que compréhension le Dasein projette son être sur des possibilités, par où entente de soi et entente du monde sont liées dans un cercle positif » note Christoph Jamme.
Pour Heidegger, on ne peut aborder de façon satisfaisante la question du « sens de l'être » qu'à la condition de respecter les modes de donation de l'étant selon le principe phénoménologique du « retour à la chose même ». Cette démarche est exclusive de toute autre et notamment des modes anciens de l'ontologie (science de l'être). Or ce que nous comprenons en vérité, ce n’est jamais que ce que nous éprouvons et subissons, ce dont nous pâtissons dans notre être même. Il y a donc nécessité d'une travail d'interprétation ou d'explicitation de ce qui se montre, afin de mettre en lumière ce qui ne se montre pas, de prime abord et le plus souvent, travail que Heidegger qualifie d'herméneutique écrit Marlène Zarader. Jean Grondin, note de son côté que pour Heidegger l'« ontologie phénoménologique », trouve son fondement ou son assise (son point de départ, en tout cas) dans l'herméneutique du Dasein.

### Condition et méthode
Heidegger se distingue de Husserl en prenant la peine de rechercher le sens originel du terme phénomène φαινόμενον ; il le fait notamment en l'inscrivant dans l'horizon des paroles fondamentales prononcées par les premiers penseurs grecs, « paroles » que recense et étudie Marlène Zarader, la Phusis, le Logos et l' Alètheia, où il signifierait, pour l'« étant », se montrer, se manifester, « se tenir dans la lumière », pour ce qu'il est ou même pour ce qu'il n'est pas. Christian Dubois, résume en ces termes : « ce qui se montre à même lui-même », « littéralement l'apparaissant »  notion très éloignée du concept de phénomène traditionnel.
L'outil méthodologique censé assurer la neutralité de la recherche phénoménologique, a pour nom, chez Husserl « époché », il consiste à mettre entre parenthèses toute opinion et toute position « a priori », méthode qui reçoit l'entier agrément de Heidegger. Sur ces premiers points, les deux penseurs sont d'accord ; la question sur laquelle ils vont diverger est celle qui a trait au mode de donation de ces phénomènes. Contre la « phénoménologie descriptive » de Husserl, Heidegger va insister sur le caractère « insigne » de ce qui bien qu'occulté constitue seul le sens et le fondement de ce qui se montre, à savoir « l'être de l'étant ». Le rédacteur de l'article phénoménologie dans le Dictionnaire. apporte cette précision, avec une formule lapidaire « dans une acception proprement phénoménologique, est phénomène ce qui ne se montrant jamais de lui-même et demande d'être mis à découvert ».
Avec Heidegger la recherche du sens n'est plus situé dans l'évidence immédiate mais dans la « mobilité originaire de la vie ». Pour satisfaire à cette visée note Sophie-Jan Arrien  Heidegger délaisse très rapidement la réduction phénoménologique husserlienne pour lui préférer une méthodologie de la « déconstruction» « qui loin d'être une mise entre parenthèses du caractère « facticiel » des phénomènes en jeu. La question du soi, l'histoire, la foi, sont abordés à partir d'une explicitation critique de ces concepts, en une traversée de la vie telle qu'elle se « phénoménalise » et se donne facticiellement »,.

### Le choix du phénomène
Jean Grondin fait cette remarque que l'on ne peut pas parler de réception de « phénomène au sens phénoménologique » dans le processus trivial de perception des objets ordinaires, tirés du monde ambiant, par exemple, la table, la chaise qui sont là-devant. Or nous savons avec Jean Grondin, que si la phénoménologie en général promet de nous faire voir les phénomènes, Heidegger fait le constat paradoxal que « ce qui a besoin d'une lumière expresse, c'est très précisément ce qui ne se montre pas ». Il s'agit par conséquent de dire « quels sont les phénomènes qu'il y a lieu de privilégier et pourquoi? ». Ici va intervenir une technique d'interprétation à savoir : « l'herméneutique » « qui va permettre à l'ontologie et à la phénoménologie de s'accomplir ».
S'agissant du sens d'« être » de l'étant, l'analyse phénoménologique va donc devoir toujours être précédée d'une tâche préliminaire, l'analytique de l'étant, qui dans son être le comprend, ou plutôt le pré-comprend   Verstehen , c'est-à-dire le Dasein particulier qui lui sert de point de départ.

### Le travail sur le phénomène
Pour Heidegger, l'impératif  « retourner à la chose même », revient à se tourner vers la donation de l'étant, afin d'expliciter son mode d'être. L'ontologie, discipline formelle jusqu'à lui, va devoir emprunter le chemin de la phénoménologie. Comme le souligne Marlène Zarader dans cette expression d'« « ontologie phénoménologique, il faut entendre l'ontologie à venir et non pas les ontologies existantes, qui n'ont jamais été ordonnées au mode de donation de l'étant pour énoncer l'être, mais qui toutes ont procédé en sens inverse : en ne se dirigeant sur l'étant que déjà munies d'une certaine compréhension de son être, et n'ont donc pas laissé parler les phénomènes ».
De même Philippe Arjakovsky écrit dans l'article sur Aristote « le travail d'anabase que Heidegger a effectué pour dégager les soubassements tant ontologiques qu'existentiels de la Logique aristotélicienne fut proprement crucial. Phénomène est pour les grecs ce qui se montre de soi-même ».
Sur cette manifestation du phénomène, Éliane Escoubas note que Heidegger, en pointant le phénomène de l'apparaître Erscheinen ou φαἰνεσθαi, expose de son penchant grec, une première ambiguïté ou une première divergence de sens entre : « l'apparaître (des penseurs initiaux) comme le rassemblement qui porte à la tenue […] et l'apparaître du déjà-là qui offre une façade, une surface, un point de vue […] ».
Il reste que le phénomène, notamment le concept, peut révéler plusieurs significations. Dans ce cas, Heidegger d'une manière pragmatique, relève et en recense les différents sens usuels, pour les hiérarchiser et les unifier derrière le sens reconnu comme originaire ou privilégié.
Heidegger élargit la notion de phénomène au semblant, à l'apparence Erscheinung, qui sous forme d'indications, de représentations, de symptômes ou symboles, montrent tous quelque chose qui ne se montre pas directement, mais  « s'annonce ».
Toutes les recherches antérieures entreprises sur la « phénoménologie de le vie », préfigurent la problématique de la « facticité », qui en privilégiant le concret contre l'attitude théorique, prendra une si grande importance dans Être et Temps.
Ce qui échappe aux analystes précédents du « phénomène de la vie » y compris Husserl et Bergson, constate Heidegger, c'est « qu'ils ne la saisissent pas dans son « être-à-chaque-fois », dans sa temporalité propre ».

### Le travail sur le logos
Tout l'effort de Heidegger, va consister à déplacer la source du sens traditionnellement placée dans la proposition énonciative ou le jugement (voir Alètheia) dans un lieu, antérieur à l'énonciation. Jean Greisch cite la formule de Heidegger « la vérité n'a pas son lieu originaire dans la proposition ». Il s'agit d'un véritable retour au sens aristotélicien, du terme logos, comme discours apophantique, mode qui fait voir quelque chose comme quelque chose à partir d'elle-même. Pour Heidegger, le sens de logos doit quitter sa signification habituelle de jugement ou de raison pour revenir au sens premier, celui de « discours » entendu à la manière grecque comme le fait de « rendre manifeste », legein λέγειν . Françoise Dastur, résume ainsi le sens du logos apophanticos « l'acte de soustraire à son occultation l'étant dont il est discouru pour le faire voir comme sorti de l'occultation, comme « dé-couvert », alors qu'à l'inverse l'être-faux signifie le fait de se tromper au sens de « re-couvrir » ».
Si, s'interroge Marlène Zarader, « il est besoin d'une parole ou d'un discours (logos) qui fasse voir […], comment peut on dire à la fois que le phénomène est ce qui se montre et qu'il est dissimulé? »
Pour ce faire Heidegger, va inviter à penser la construction de l'énoncé dans une hiérarchie qui lui ôte tout caractère originaire :
1. À partir du comportement le plus élémentaire du Dasein préoccupé, apparaît le sens et la compréhension, qui resteront comme un acquis « prédessiné » pour l'explicitation.
2. Ce qui est prédessiné et articulé, c'est avant l'explicitation proprement dite, ce que Heidegger nomme « le sens ».
3. L'énoncé en recevant le « sens » ne fait qu'articuler cette structure originaire, le « sens, précède l'énoncé », il n'en a pas la propriété et il n'est pas un produit de celui-ci.
4. Il va s'avérer que le Logos de cette phénoménologie s'intéressant au premier chef au mode d'être du Dasein est herméneutique car celui-ci est herméneutique en son être ; exister étant pour lui, comprendre et expliciter, pour Se comprendre[69].